# Society Hill (Karolina Południowa)
Society Hill – miasto w Stanach Zjednoczonych, w stanie Karolina Południowa, w hrabstwie Darlington.